# Jorge Andrade (escritor)
Álvaro Jorge de Sena Andrade (Belém, 6 de fevereiro de 1954) é um poeta, letrista, professor, contista e escritor brasileiro.

## Discografia

### Álbuns
- (2007) História contada em círculo - poemas / Jorge Andrade e convidados

### Músicas
- Anjo do lado esquerdo (com Marcelo Sirotheau)
- Arma branca (com Floriano Santos)
- As asas são sempre leves (com Luiz Pardal)
- As chuvas e o fausto (com Floriano Santos)
- Bem-te-vi (com Pedrinho Cavalléro)
- Língua (com Marcelo Sirotheau)
- Mais valsa (com Floriano Santos)
- Mural da 1º avenida (com Floriano Santos)
- Na enseada (com Floriano)
- Não apenas de passagem (com Leandro Dias)
- Não fosse aquele aguaceiro (com Pedrinho Cavalléro)
- Noites com néctar (com Leandro Dias)
- Ode à bailarina (com Floriano Santos)
- Página em branco (com Floriano)
- Se não fosse quem és (com Floriano)
- Trovar, trovar (com Floriano Santos)

## Livros
- A  Face da Rua (1989)
- A Parábola dos Cegos (1990)
- Móbiles (1993)
- Em Memória da Chuva (2003)